# Reginald’s Tower
Reginald’s Tower (irisch Túr Raghnaill) ist ein historischer Rundturm in Waterford im irischen County Waterford. Er liegt am östlichen Ende des Stadtkais. Über die Jahrhunderte diente der Turm vielen unterschiedlichen Zwecken. Er ist ein wichtiger Orientierungspunkt, ein wichtiges Überbleibsel der mittelalterlichen Stadtbefestigung und gilt als National Monument. Er ist das älteste zivile Gebäude in Irland und das einzige städtische Denkmal in Irland, das noch seinen alten nordischen oder Wikingernamen trägt.

## Geschichte

### 11. bis 13. Jahrhundert
Reginald’s Tower wurde von den Anglonormannen im 11. Jahrhundert nach ihrer Eroberung von Waterford errichtet und ersetzte eine ältere Befestigung der Wikinger. Der Name des Turms ist von der anglisierten Form des gälischen Namens Raghnall abgeleitet. Dieser ist wiederum eine gälisierte Form des altnordischen Røgnvaldr. Der Name des Turms scheint sich auf einen der vielen Wikingerherrscher der Stadt zu beziehen, die diesen Namen trugen. Eine Möglichkeit ist, dass er sich auf Ragnall mac Gillemaire, den letzten irisch-nordischen Herrscher der Stadt, bezieht. Der heutige Turm ist vermutlich im 13. oder 14. Jahrhundert erbaut worden; er könnte zwischen 1253 und 1290 entstanden sein. 1185 landete Prinz Johann von England in Waterford und organisierte den Wiederaufbau der Stadtbefestigungen einschließlich des Turms.
Der Turm ist 16,2 Meter hoch; sein Grundriss ist rund. Er ist 12,75 Meter im Durchmesser und trägt ein konisches Dach. Eine Wendeltreppe führt in der dicken Mauer nach oben; die Mauern sind an der Basis 3 Meter dick und verjüngen sich nach oben auf 2,1 Meter Dicke. Der Turm war Teil der alten Stadtmauer von Waterford und bildet die Spitze eines Dreiecks, deren andere beiden Spitzen der Turgesius Tower an der Barronstand Street und das St. Martin’s Castle an der Lady Lane sind. Der Turm ist strategisch auf einem Hügel zwischen einem Arm des St. John’s River (heute trockengelegt und The Mall genannt) im Südosten und dem Fluss Suir im Norden platziert. Er befindet sich auch nahe an der historischen French Church. Dieser Ort wird manchmal als Dundory (deutsch: Eichenfort) bezeichnet und so heißt der Turm auch Dundory Tower. Ein weiterer Name ist Ring Tower. Reginald’s Tower ist einer von siebzehn Türmen, die im Mittelalter die Stadt Waterford umgaben. Heute ist er der größte der erhaltenen sechs Türme, die als die schönsten Beispiele für eine mittelalterliche Stadtbefestigung in Irland gelten. Die anderen, noch erhaltenen Türme sind Watch Tower, Double Tower, French Tower, Semi-Lunar Tower und Beach Tower.

### 13. bis 18. Jahrhundert
Der Turm diente als Münze, Gefängnis und militärisches Lagerhaus. Dort fand auch die Hochzeit von Richard de Clare, 2. Earl of Pembroke, und Aoife (sprich: Iefe), der Tochter von Dermot McMurrough, König von Leinster, statt. Er diente gelegentlich als königliche Burg und König Johann Ohneland besuchte ihn 1210, als er befahl, dort neue Münzen zu prägen. König Richard II. von England besuchte Reginald’s Tower 1394 und dann wieder 1399. Er nutzte den Turm als Munitionslager. Am 27. Juli 1399 verließ Richard Reginald’s Tower als König von England und Wales. Bei seiner Ankunft in England wurde er auf Geheiß von Heinrich IV. gefangen genommen und zur Abdankung gezwungen.
1463 wurden auf Befehl des irischen Parlaments, das sich damals in der Stadt zu seinen Sitzungen versammelte, Münzen in Reginald’s Tower geprägt. An den Münzen waren am Rand die Worte „Civitas Waterford“ eingeschlagen. 1495 schreckten die Kanonen des Turms erfolgreich die Truppen von Perkin Warbeck, dem Prätendenten auf den Thron Heinrichs VII., ab. Kanonen des Turms versenkten eines seiner Schiffe während einer 11-tägigen Belagerung. Dies war der erste erfolgreiche Einsatz von Artillerie durch eine irische Stadt. Im Jahre 1901 barg man eine Kanone dieses Schiffes aus dem Fluss Suir. Diesem Sieg verdankt Waterford sein Motto Urbs Intacta Manet (dt.: Die Stadt bleibt unerobert.)
Im Jahre 1649 wurde Waterford von der Armee des englischen Parlamentaristen Oliver Cromwell belagert, konnte aber dieses Mal nicht eingenommen werden. Die Truppen kehrten 1650 zurück und dieses Mal waren sie erfolgreich. Eine Kanonenkugel, die während dieser Belagerung abgeschossen wurde, kann man heute noch ganz oben in der Mauer an der Nordseite des Gebäudes sehen.
Im Jahre 1690, nach der Niederlage in der Schlacht am Boyne, soll König Jakob II. von England und Jakob VII. von Schottland auf die Spitze des Turms gestiegen sein, um einen letzten Blick auf sein verlorenes Königreich zu werfen, bevor er sich auf den Weg ins französische Exil machte.
Im 17. und 18. Jahrhundert diente der Turm als Munitionslager. Anfang des 19. Jahrhunderts war dort ein Gefängnis untergebracht.

### 19. bis 21. Jahrhundert

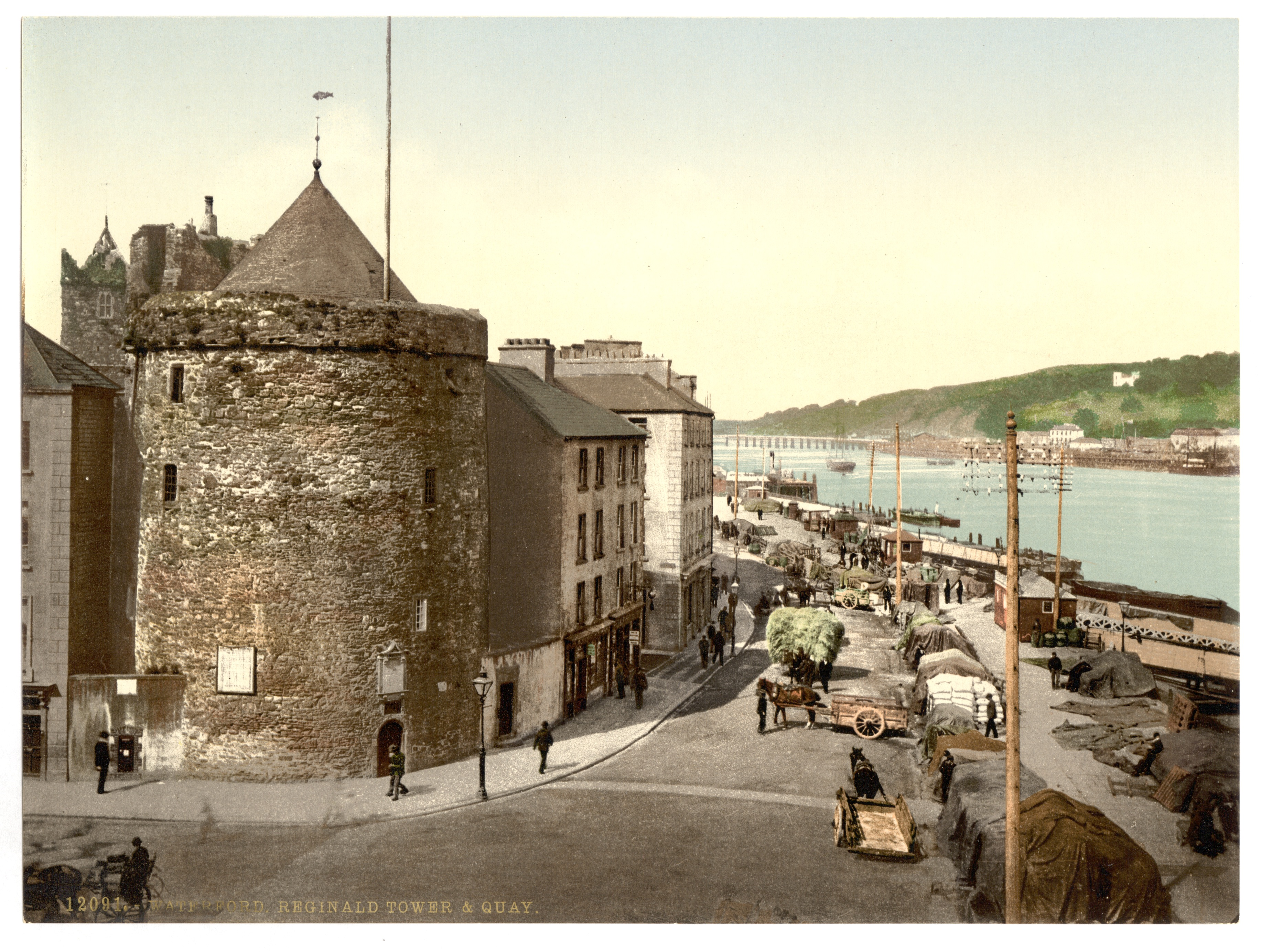
Reginald’s Tower und der Stadtkai in den 1890er-Jahren

1861 ging Reginald’s Tower in den Besitz der Stadtverwaltung Waterford über und wurde zum Sitz des Chefkonstablers von Waterford. Er war noch bis 1954 bewohnt und wurde dann in ein Museum umgewandelt. Während des Emergency hatte er als Luftschutzkeller gedient. Heute ist dort das Waterford Viking Museum untergebracht, wo viele Fundstücke aus den archäologischen Grabungen in Woodstown am Fluss Suir in der Nähe der Stadt im Jahre 2003 ausgestellt sind.
Der Turm ist heute Teil des Waterford Viking Triangle in der Stadtmitte. Die Nachbildung eines Langschiffes der Wikinger liegt neben dem Turm.